# Cyrill Gasser
Cyrill Gasser (sinh ngày 11 tháng 3 năm 1992) là một cầu thủ bóng đá người Thụy Sĩ thi đấu ở vị trí tiền vệ. Anh từng thi đấu cho FC Thun ở Giải bóng đá vô địch quốc gia Thụy Sĩ.